# Hydrobates hornbyi
La golondrina de mar de collar (Hydrobates hornbyi ), también conocida como bailarín o paíño acollarado, es una especie de ave de la familia Hydrobatidae, nativa del Océano Pacífico oriental, a lo largo de la costa de Perú y Chile, que vuela hasta Ecuador, a veces hasta Colombia e incluso ocasionalmente hasta las costas de California, en Estados Unidos.

## Hábitat
Vuela a lo largo de la corriente de Humboldt y hasta 300 km de la costa.

## Descripción
Mide 21 cm de longitud. Presenta corona, nuca y zonas auricular y periocular gris oscuro; frente, área loreal, mejillas, garganta y lados del cuello blancos, con un collar pardusco a grisáceo. El plumaje del dorso es grisáceo, más claro hacia la nuca. Las supracaudales son gris claro a blancuzco. Las subcaudales, el pecho y el vientre son blancos; las alas son negras parduscas con los bordes exteriores de escapulares y secundarias orlados de blancuzco. La cola es negra parduzca, muy horquillada. Tiene pico negro y patas negras.

## Alimentación
Se alimenta de peces pequeños.

## Reproducción
Se cree que anida en los montes costeros del desierto de Atacama, al norte de Chile. Su biología reproductiva es aun un misterio. Se cree que el período reproductivo ocurre entre marzo y julio, ya que es cuando los pichones se ven en el mar alrededor de Lima (en Perú) y Antofagasta (Chile). Ha habido informes de pichones y adultos momificados encontrados en las grietas en el desierto de Atacama, a 50 km del mar y 1500 m de altitud;  e incluso informes de un ejemplar joven visto a 150 km del mar y un informe de un pájaro que voló desde un nido en la ciudad de Caraz, Perú, a 100 km del mar.[cita requerida]